# سرغیلان
سَرغیلان نام محلی است در ولسوالی شهدای ولایت (استان) بدخشان افغانستان.
سرغیلان، مشتق از واژهٔ فارسی سرخیلان بوده که در قدیم به رؤسای قومی گفته می‌شد. این منطقه را از آن جهت سرغیلان (سرخیلان) می‌گویند که در سدهٔ سوم پیش از میلاد، سران قبایل بدخشان جهت سپری نمودن بهار و تابستان به آن منطقه رفته و باهم تفریح می‌کردند. این ساحه به نسبت زیبایی طبیعی خود، قرن‌ها محل تفریح اشراف، نخبگان و بزرگان قومی بوده‌است. این بزرگان و رهبران قومی، پس از سال‌ها رفت‌وآمد موقت، سرانجام درین ساحه متوطن شده و آن را «درهٔ سرخیلان» نام گذاشتند که سرانجام، به علت اختصار نام در زبان عامیانه، «سرخیلان» و بالاخره «سرغیلان» مسمی شده‌است.
سرغیلان، در شرق زردیب در میان دو کوهی کشیده که مربوط به رشته‌کوه‌های هندوکش شرقی می‌باشد، قرار داشته و با ولسوالی بهارک ۲۴ کیلومتر فاصله دارد. مردم آن همه تاجیک‌تبار بوده و به زبان فارسی دری تکلم می‌کنند.
در جنب ساحات تفریحی این ولسوالی، چشمهٔ آسیچ، مشهورترین محل تفریحی مردم بدخشان، درین ناحیه قرار دارد.